# Janusz Kochanowski
Janusz Bogumił Kochanowski (18 de abril de 1940 — 10 de abril de 2010) foi um diplomata e advogado polaco.
Foi uma das vítimas do acidente do Tu-154 da Força Aérea Polonesa.